# Schönwalde am Bungsberg
Schönwalde am Bungsberg település Németországban, Schleswig-Holstein tartományban. Lakosainak száma 2603 fő (2023. december 31.). Schönwalde am Bungsberg Kasseedorf és Altenkrempe községekkel határos.

## Népesség
A település népességének változása:
| Lakosok száma | 2251 | 2533 | 2553 | 2558 | 2573 | 2603 |
|               | 1975 | 2017 | 2019 | 2021 | 2022 | 2023 |